# جاك هانيجراف
جاك هانيجراف (بالهولندية: Jacques Hanegraaf)‏ مواليد 14 ديسمبر 1960 في هولندا، هو دراج هولندي سابق في صنف سباق الدراجات على الطريق.

## روابط خارجية
- جاك هانيجراف على موقع أرشيف الدراجات (الإنجليزية)
- جاك هانيجراف على موقع إحصائيات الدراجات الإحترافية (الإنجليزية)
- جاك هانيجراف على موقع CycleBase (الإنجليزية)
- جاك هانيجراف على موقع أوليمبيديا (الإنجليزية)